# 潮見町 (名古屋市)
潮見町（しおみちょう）は、愛知県名古屋市港区の地名。丁番を持たない単独町名である。住居表示未実施地域。

## 地理
名古屋市港区南東端部に位置する。東は船見町に接する。

## 歴史
公有水面埋立地であり、第3期名古屋港拡張工事9号地として造成された。昭和初期には天白川に面した浜に千鳥ヶ浜海水浴場があったが、昭和30年代の造成により消滅した。
開発当初から日本石油、昭和石油、出光興産などの油槽所が複数立地し、専ら工業地帯として利用されてきた。貨物駅である名古屋臨海鉄道汐見町駅も開業し、かつては域内に多くの専用線が敷設されていた。1990年代以降は油槽所の閉鎖が進み、伊勢湾岸自動車道名港潮見ICの開通によって汐見町駅も使用されなくなっている。

### 町名の由来
当地が名古屋港旧東防波堤の先端外側にあたる場所であり、港を見渡せたことに由来する。

### 行政区画の変遷
- 1931年（昭和6年）1月1日 - 南区潮見町として成立[1]。
- 1936年（昭和11年）
  - 2月20日 - 名古屋港第9号地が竣工[4]。
  - 12月1日 - 埋立地を編入[1]。
- 1937年（昭和12年）10月1日 - 港区成立に伴い、同区潮見町となる[1]。
- 1958年（昭和33年）11月8日 - 埋立地を編入[1]。
- 1959年（昭和34年）11月10日 - 埋立地を編入[1]。
- 1962年（昭和37年）6月26日 - 埋立地を編入[1]。
- 1964年（昭和39年）5月18日 - 埋立地を編入[1]。

## 学区
市立小・中学校に通う場合、学校等は以下の通りとなる。また、公立高等学校に通う場合の学区は以下の通りとなる。
| 番・番地等 | 小学校                 | 中学校               | 高等学校 |
| ---------- | ---------------------- | -------------------- | -------- |
| 全域       | 名古屋市立東築地小学校 | 名古屋市立東港中学校 | 尾張学区 |

## 交通
- 埋立により成立した人工島であり、島外とは潮見橋で結ばれる[2]。
- 名古屋臨海鉄道汐見町線[2]汐見町駅
- 愛知県道225号名古屋東港線[2]
- 伊勢湾岸自動車道（名港トリトン）名港潮見インターチェンジ

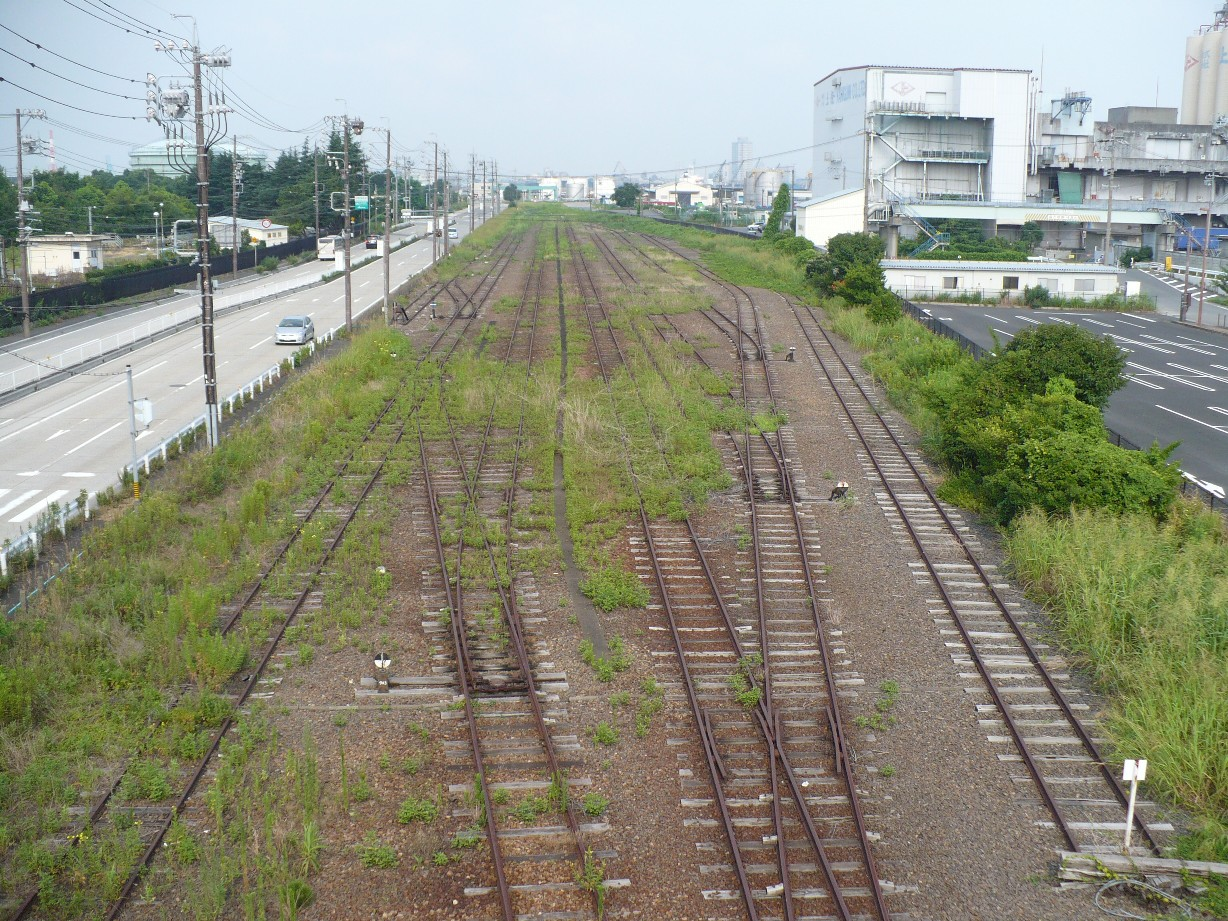
名古屋臨海鉄道汐見町駅
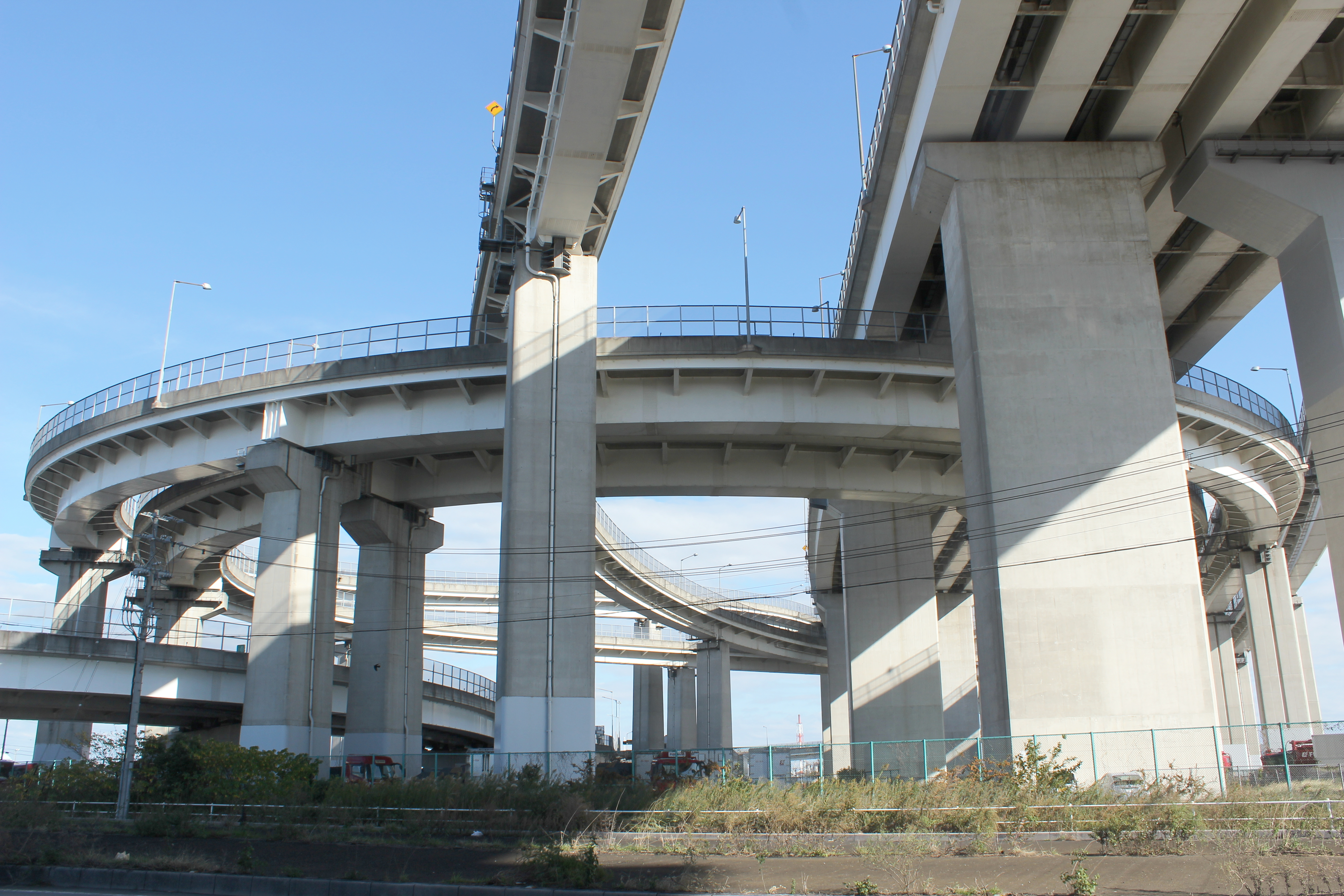
名港潮見インターチェンジ

## 施設
- JERA新名古屋火力発電所（旧、中部電力新名古屋火力発電所[2]）
- 中部電力潮見変電所
- 名古屋港ワイルドフラワーガーデン ブルーボネット
- セントラル・タンクターミナル名古屋事業所北ターミナル（旧、宝ケミカル、宝石油化学九号地油槽所）
- セントラル・タンクターミナル名古屋事業所
- 上組名古屋支社
- フジトランスコーポレーション第一荷扱所・車両営業所
- ヒラオカ石油名古屋営業所
- サンラックス名古屋油槽所（旧、三幸工業所）
- 黒肥地運輸
- サンワ中部
- 築港九号地倉庫
- 中野工業所名古屋事業所
- 豊通エネルギー名古屋油槽所
- オーエヌトランス
- 出光興産名古屋太陽光発電所（昭和シェル石油名古屋油槽所跡地）
- ENEOS名古屋第二油槽所（旧、日本石油名古屋油槽所）
- 東邦液化ガス名港LPG基地
- ゼロ・プラス中部名古屋カスタマーサービスセンター
- テクノ中部
- 日本通運汐見潤滑油配送センター（日本通運汐見町事業所跡地）
- 中京陸運九号地事業所
- 小野興業九号地充填所
- ニヤクコーポレーション中部支店
- 辰巳商会名古屋ケミカルターミナル
- NRSケミカルセンター
- ケミカルロジテック
- 大雄名古屋充填所（出光興産名古屋油槽所跡地）
- 兼松油槽
- 日清オイリオグループ名古屋工場（旧、リノール油脂）
- ちゅうえき（旧、中部液輸）
- 昭永ケミカル名古屋工場
- キグナス石油名古屋油槽所
- 丸中興産

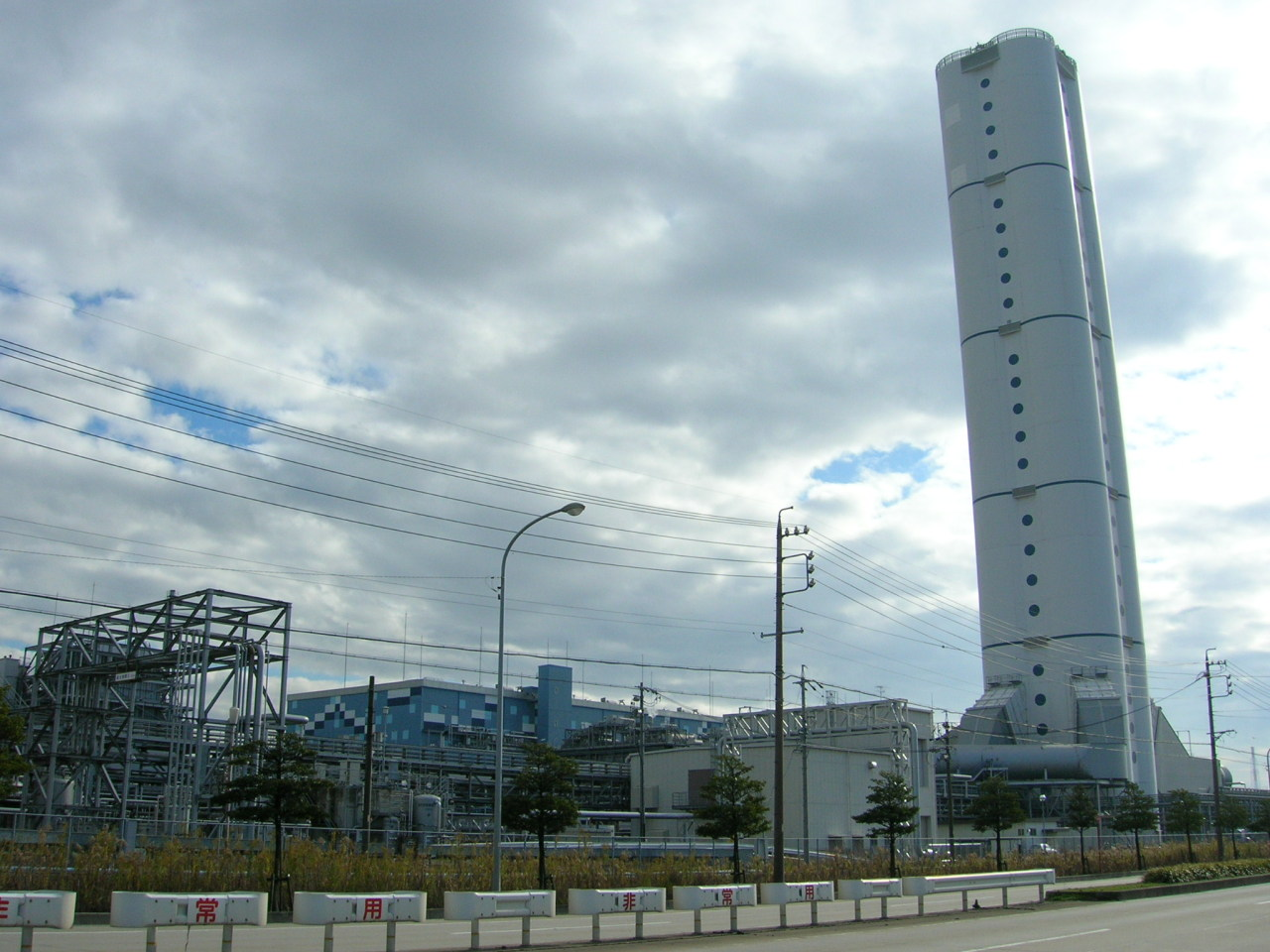
新名古屋火力発電所
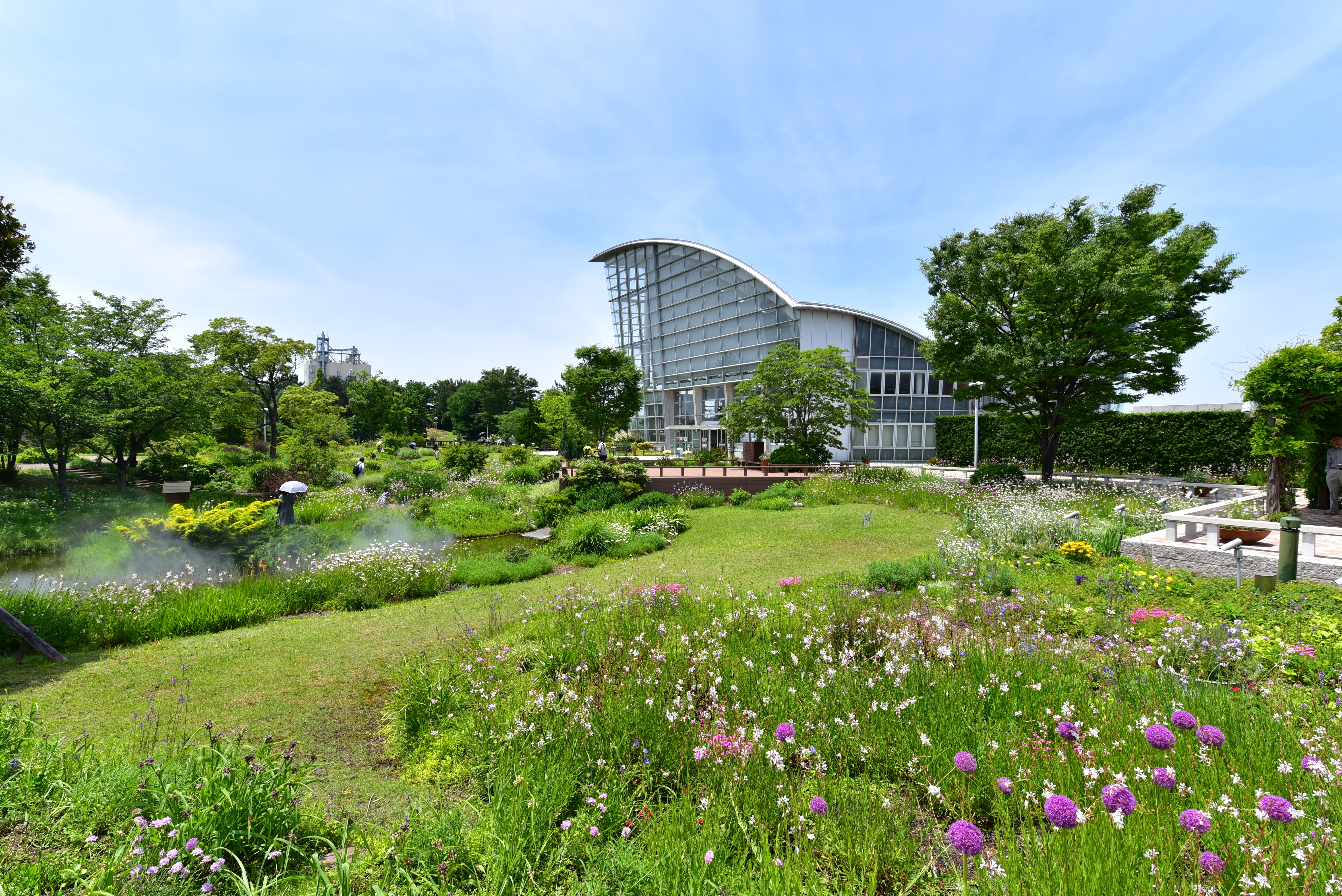
ブルーボネット

## その他

### 日本郵便
- 郵便番号 : 455-0028[WEB 2]（集配局：名古屋港郵便局[WEB 7]）。

### WEB
1. ↑  “愛知県名古屋市港区の町丁・字一覧”.   人口統計ラボ. 2017年4月8日閲覧。
2. 1 2  “郵便番号”.  日本郵便. 2019年3月17日閲覧。
3. ↑  “市外局番の一覧”.   総務省. 2019年1月6日閲覧。
4. ↑  名古屋市役所市民経済局地域振興部住民課町名表示係 (2015年10月21日). “港区の町名一覧”.   名古屋市. 2020年11月15日閲覧。
5. ↑  “市立小・中学校の通学区域一覧”.   名古屋市 (2018年11月10日). 2019年1月14日閲覧。
6. ↑  “平成29年度以降の愛知県公立高等学校（全日制課程）入学者選抜における通学区域並びに群及びグループ分け案について”.   愛知県教育委員会 (2015年2月16日). 2019年1月14日閲覧。
7. ↑  “郵便番号簿 2018年度版” (PDF).   日本郵便. 2019年4月14日閲覧。

### 書籍
1. 1 2 3 4 5 6 7 8  名古屋市計画局 1992, p. 841.
2. 1 2 3 4 5 6  「角川日本地名大辞典」編纂委員会 1989, p. 1531.
3. 1 2 3  名古屋市計画局 1992, p. 521.
4. ↑  名古屋市会事務局 1966, p. 52.